# Augustinerkloster Lauingen

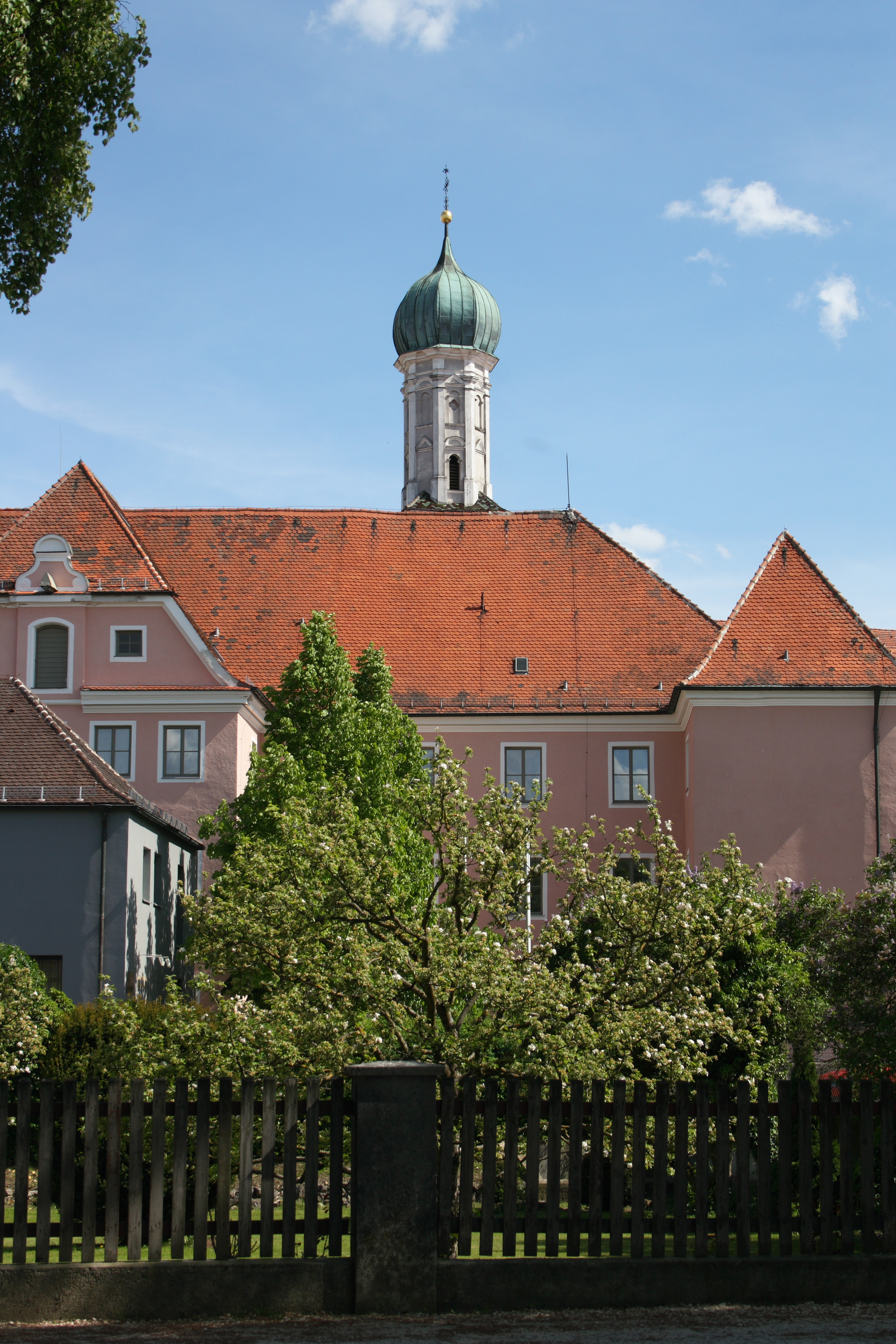
Gebäude des früheren Augustinerklosters Lauingen

Das Augustinerkloster Lauingen ist ein ehemaliges Kloster der Augustinereremiten in Lauingen in Bayern in der Diözese Augsburg.

## Geschichte
Das dem heiligen Thomas von Villanova geweihte Kloster der Augustiner-Eremiten wird im Jahr 1292 erstmals urkundlich genannt. 1522 predigte Caspar Amman, der Prior der Augustiner öffentlich die Lehren Luthers. 1540 traten die Augustiner ihr Kloster an die Stadt Lauingen ab, woraufhin 1542 die evangelische Kirchenordnung eingeführt wurde. 1656 erfolgte die Wiederbesetzung des Augustinerklosters. Am 1. September 1802 wurde im Zuge der Säkularisation in Bayern die Verwaltung des Klosters kurfürstlich-bayerischen Beamten übertragen. Die endgültige Aufhebung erfolgte am 20. März 1804.

## Heutige Nutzung
Die ehemalige Klosterkirche, in Lauingen noch immer unter dem Namen „Augustinerkirche“ bekannt, wird nach wie vor für Gottesdienste benutzt. In den übrigen Gebäuden befinden sich ein Montessori-Kindergarten und das Albertus-Gymnasium.